# Durgasthan
Durgasthan (nepalski: दुर्गास्थान) – gaun wikas samiti w zachodniej części Nepalu w strefie Mahakali w dystrykcie Baitadi. Według nepalskiego spisu powszechnego z 2011 roku liczył on 726 gospodarstw domowych i 3995 mieszkańców (2211 kobiet i 1784 mężczyzn).